# Diana Munz
Pour les articles homonymes, voir Munz.
Diana Munz, née le 19 juin 1982 à Cleveland, est une nageuse américaine.
Aux Jeux olympiques d'été de 2000, elle a remporté la médaille d'or au relais 4 × 200 mètres en nage libre avec Samantha Arsenault, Lindsay Benko et Jenny Thompson, ainsi qu'une médaille d'argent en 400 mètres en nage libre. Elle a également remporté des médailles lors des championnats pan-pacifiques 2002 et des championnats du monde de natation. Elle obtient aux Jeux olympiques d'été de 2004 la médaille de bronze au 800 mètres nage libre.
Elle est la fille du patineur sur glace américain Robert Munz.